# Jovan Karamata
Jovan Karamata (em sérvio:  Јован Карамата; Zagreb, 1 de fevereiro de 1902 – Genebra, 14 de agosto de 1967) foi um matemático iugoslavo.

## Vida
Com a eclosão da Primeira Guerra Mundial em 1914 seu pai o enviou com sua irmã para a Suíça, onde ele frequentou em Lausanne um ginásio de matemática e ciências naturais. De 1920 a 1925 estudou na Universidade de Belgrado. Três meses depois deu entrada em sua tese de doutorado, obtendo o título de doutor em 1926, orientado por Mihailo Petrović, com a tese O jednoj vrsti granica sličnih određenim integralima. Em 1927/1928 esteve em Paris com uma bolsa Rockefeller, e foi depois assistente na Universidade de Belgrado, onde foi docente em 1930, professor extraordinário em 1937 e professor ordinário em 1950. Em 1951 foi chamado para a Universidade de Genebra, onde permaneceu até sua morte.
Foi palestrante convidado do Congresso Internacional de Matemáticos em Bolonha (1928), Zurique (1932) e Oslo (1936). Dentre seus doutorandos consta Ronald Coifman.

## Obras
- Sur un mode de croissance régulière des fonctions, Mathematica (Cluj) 4, 1930, p. 38–53 (francês)
- Über die Hardy-Littlewoodschen Umkehrungen des Abelschen Stetigkeitssatzes (12 de março de 1930), Mathematische Zeitschrift 32, Dezember 1930, p. 319–320
- Sur un mode de croissance régulière. Théorèmes fondamentaux, Bulletin de la Société Mathématique de France 61, 1933, p. 55–62 (francês)
- Sur les théorèmes inverses des procédés de sommabilité, Hermann, Paris 1937 (francês)